# William Cooper (meunier)
Pour les articles homonymes, voir William Cooper.
William Cooper était un meunier et le chef de file du mouvement agrarien dans l'Île-du-Prince-Édouard au XIXe siècle, à la tête de la révolte contre les propriétaires terriens anglais absents.

## Histoire

### Contexte
Alors que la Nouvelle-Écosse et le Nouveau-Brunswick restent importateurs nets de denrées des États-Unis jusqu'en 1850, l'Île-du-Prince-Édouard augmente ses récoltes dans les années 1820, au point d'exporter à partir de 1831 du blé en Angleterre. En 1827,le lieutenant-gouverneur de l'île, John Ready, recommande de créer des Sociétés agricoles. Vétéran de la bataille de Trafalgar dans la marine britannique, William Cooper avait construit l'année précédente un moulin à blé et un navire de 72 tonneaux, puis passé des baux avec quelque 60 locataires, pour le compte de son propriétaire.

### Révolte de 1829
En 1829, Cooper fut congédié par son propriétaire, lord Townshend pour des motifs peu clairs et se lança dans l'agitation agraire auprès des cultivateurs Acadiens, présents dans l'île depuis 1720, à Port-LaJoye, qui cultivent le blé depuis 1726 et sont 890 dès 1740, en raison de la difficulté d'obtenir de nouvelles terres en Nouvelle-Écosse, puis 4600 en août 1758, parmi lesquels 3100 furent capturés et déportés en France lors du Grand Dérangement de 177, et leurs terres confisquées, les autres réussissant à se cacher ou à s'enfuir. Les survivants sont rejoints vers 1784 par des colons loyalistes anglais, après la défaite anglaise de la guerre d'indépendance des États-Unis, alors que depuis 1767, presque toutes les terres de l’Île-du-Prince-Édouard sont possédés par des lords anglais absents, la population ne revenant à 4 000 habitants qu'en 1798, parmi lesquels des Acadiens de retour.
Lors d'une élection partielle en 1831, William Cooper entre à l'Assemblée de la colonie après une campagne électorale sur le thème de «La liberté de notre pays et les droits de nos fermiers». Le scrutin fut interrompu par une émeute, et il dut se cacher, en tant que leadeur du combat contre l'escheat (confiscation des terres), sur fond de colère des céréaliers contre les Corn Laws. William Cooper organise de nombreuses réunions publiques au cours desquelles il conseille aux fermiers de retenir le paiement de leur loyer. Lors de celle d'Hay River le 20 décembre 1836, plusieurs centaines de fermiers souscrivent unanimement à une requête comprenant 34 clauses demandant au roi l’institution d’une "Cour d’escheat". William Cooper sera arrêté en 1838.